# Meyer Zini
Meyer Zini (ou Méir Zini ; en hébreu: מאיר זייני),  né le 24 Janvier 1921, à Mécheria (Algérie) et mort le 24 Mai 2012, à Jérusalem (Israël), est rabbin de communauté en Algérie, en France puis en Israël. Il est l'un des derniers grand rabbins Séfarades d'Afrique du Nord, et en particulier de la communauté juive algérienne. 

## Biographie
Né en 1921 dans la ville de Mécheria (Algérie), il est le fils du rabbin Eliyahou et de Massouda Torjman. Eliyahou Zini est originaire du Maroc et exerce les fonctions de rabbin dans plusieurs villes d’Algérie, dont Geryville, Gardaia, et Tiaret (1937-1939) .
À l'origine, le nom de famille est Ajayani, du nom de la ville de Jaén (qui s'appelle avant Djian ou Jayyān) dans le nord-est de l'Andalousie en Espagne. L’ascendance de la famille Zini se situe dans la lignée du rabbin Yossef Yousto de la ville de Jaén, disciple du rabbin Isaac Elfassi. 
Meyer Zini est le père du rabbin Eliyahou Zini, du rabbin Yossef Zini (Rabbin du quartier 4 à Ashdod) et le grand-père du Général David Zini de l’armée israélienne.

### Seconde Guerre mondiale
Il est enrôlé dans l'armée française en 1939, mais en 1940, dans le cadre de la persécution des Juifs par le gouvernement de Vichy, sa citoyenneté française lui est retirée. 
Il est exclus de l’armée française pour être envoyé dans le camp de travail de Bedeau (Algérie) et est "astreint à des travaux humiliants et inutiles, dans des conditions d’hygiène, de nourriture et de discipline destinées avant tout à l'épuiser physiquement, à l'abaisser et le briser",. En 1943, il retrouve la nationalité française et sert comme rabbin aumônier et officier dans l'Armée française libre.

### Après la guerre
A la fin de la guerre, il rencontre Rahel Agnès Czanky (à l'origine Neuman), survivante d'Auschwitz. Ils se marient religieusement le 5 Novembre 1945 à Lontov (Slovaquie) puis civilement le 22 Mars 1946 à Innsbruck (Autriche). Le couple a six enfants.
Après la guerre, avec sa femme, il dirige des orphelinats de l'organisation OSE en Belgique et en France, où ils s'occupent de dizaines d'enfants rescapés.
Il est le rabbin et hazzan de la communauté juive de Tiaret (Algérie) de 1951 a 1962,. Il est aussi le Mohel et Shohet de la communauté,

### Paris
Sa famille est obligée de quitter l’Algérie pour la France en 1962, à cause de la Guerre d'Indépendance. Dès son arrivée à Paris, il travaille pour réunir les Juifs d’Algérie et préserver leur identité juive et leurs traditions. Il organise et dirige pendant des années les prières de Rosh Hashana et Kippour au Cirque d'Hiver à Paris. 
À la fin des années 1960 et au début des années 1970, il rassemble les Juifs algériens pour les prières dans les «Salons Eden» à Paris où prient, entre autres, le rabbin Manitou et son père le rabbin David Ashkenazi, le rabbin Yitzchak Elmaleh et le rabbin Mazliah Mazuz.
En 1967, il accueille Baba Salé chez lui à Paris et continue de correspondre et d'entretenir des relations avec la famille Abehssira. Lors de ses visites à Lod, il reste chez Baba Haki.
Le grand-rabbin de France, Jacob Kaplan, lui demande de faire des discours à sa place à la Synagogue de la Victoire à Paris.
Il est rabbin de la communauté de Montmartre, pendant plus de 30 ans (de 1975 à 2006), à la Synagogue de la rue Sainte-Isaure, dans le 18e arrondissement. A l’origine, cette synagogue ashkénaze est quasiment abandonnée. Il mobilise le public et la synagogue finit par se sremplir. Il crée un Talmud Torah. 
Le sionisme et l'importance de la Terre d’Israël sont au cœur de sa vie et, par conséquent, la plupart des jeunes qui grandissent dans sa communauté immigrent en Israël.
Il exige que tous les messagers d'Israël venus dans la communauté bénissent l'État d'Israël comme condition pour collecter des dons.
Il est aumônier des hôpitaux psychiatriques,.
En 1991, Il reçoit la médaille de l'Ordre national du Mérite.

### Israël
En 2006, il immigre en Israël à l'âge de 85 ans avec sa femme, et s'installe à Jérusalem dans le quartier de la Baka. Environ un an après avoir immigré, il fonde la synagogue «Yosheve Betzilo» à Jérusalem, mais pour des raisons de sa santé, il ne peut continuer sa role de rabbin.
En 2012, Il décède à l'âge de 91 ans à Jérusalem et est enterré au cimetière Har HaMenouhot. Le Rabbin Ouri Cherqui fait son éloge "... le Rabbin Meyer Zini était le dernier des représentants d'un judaïsme enraciné et sain, tel que manifesté par les rabbins Séfarades et d'Afrique du Nord depuis des centaines d'années. [Il est doté de] savoir et humanité, ponctualité et amour d'autrui, d'un zèle pour la vérité et d'une force éducative, joie de vivre, une étincelle dans les yeux, pouvoir de leadership, dévotion à la Torah, au peuple, au pays ainsi qu'a chaque juif et juive..."
En 2018, l'association «Méirim Jérusalem» est fondée par ses descendants et élèves au nom du rabbin Meyer Zini pour construire une synagogue et perpétuer sa tradition et son héritage.
Son épouse, Rahel Zini, allume une torche à la Knesset le jour de la commémoration de l'Holocauste en 2018. Rahel décède à l'âge de 100 ans à Jérusalem et connait ses arrière-arrière-petits-enfants.

## Préservation et transmission de la tradition du judaïsme nord-africain
Dans le cadre de ses efforts pour préserver et transmettre les traditions de nombreuses générations de rabbins d'Afrique du Nord, et en particulier d'Algérie, le rabbin enregistre des centaines d'enregistrements de Paracha, Haftara, des parties de la Bible (Job, Proverbes, Psaumes et beaucoup d'autres) ainsi que la plupart des prières de la semaine, du Chabbat, et des fetes juives.
Il donne un entretien la Bibliothèque nationale sur l'histoire de la communauté juive d’Algérie, de ses traditions et des méthodes éducatives.